# Рылеев, Кондратий Фёдорович
Кондра́тий Фёдорович Рыле́ев (18 [29] сентября 1795, Батово, Санкт-Петербургская губерния — 13 [25] июля 1826, Петропавловская крепость) — русский поэт, общественный деятель, декабрист, один из пяти казнённых руководителей Декабристского восстания 1825 года. Наиболее известные его произведения — сборник стихов «Думы», поэма «Войнаровский». Поэма «Наливайко» осталась недописанной.

## Биография
Кондратий Рылеев родился 18 сентября (29 сентября) 1795 года в семейной усадьбе Батово на реке Оредеж (сейчас это территория Гатчинского района Ленинградской области) в семье отставного офицера (по некоторым данным, бригадира) Фёдора Андреевича Рылеева (1746—1814) и Анастасии Матвеевны Рылеевой, урождённой Эссен (1758—1824).
Отец принадлежал к столбовому дворянству (род Рылеевых), однако работал управляющим имением княгини Варвары Голицыной, злоупотреблял спиртным, регулярно избивал мать и сына. Позднее он перестал жить с женой (развестись официально было в те дни практически невозможно), и уехал в Киев, где скончался. Мать Рылеева принадлежала к одному из остзейских немецких дворянских родов Эссен (русского подданства), однако неясно, к которому из нескольких. С ней у Рылеева сложились самые тёплые отношения, и многие факты раннего периода его жизни и даже стихи известны историкам из его сохранившихся длинных писем к матери.
Мать поэта пережила мужа на десять лет и скончалась всего за год до восстания декабристов. После смерти мужа она стала полноправной хозяйкой усадьбы Батово, проживала там и была похоронена на кладбище при церкви соседнего села Рождествено (могила сохранилась). Усадьба Батово в дальнейшем от Рылеевых перешла к Набоковым, а в 1816 году они унаследовали также и соседнюю богатую усадьбу Рождествено, где сегодня расположен дом-музей Владимира Набокова.
В 1801—1814 годах (с шестилетнего возраста) Рылеев учился в Санкт-Петербургском первом кадетском корпусе. Его первые сохранившиеся стихи, как лирические, так и шуточные, относятся к этому времени.
В Отечественной войне 1812 года на территории России Кондратий Рылеев участия не принимал. Окончив кадетский корпус 10 февраля 1814 года, он был произведён в офицеры и направлен в конную роту № 1 1-й резервной артиллерийской бригады. Несмотря на наименование «резервная», бригада находилась в составе действующей русской армии в войне шестой коалиции европейских держав против Наполеоновской Франции и её союзников. Уже 28 февраля 1814 года Рылеев был в Дрездене, откуда писал матери. В этом городе обязанности русского коменданта исполнял его родственник, генерал Михаил Николаевич Рылеев. В марте Рылеев писал матери из армии из города Шаффхаузена (Швейцария). Между тем, 31 марта был взят Париж — Заграничные походы русской армии были окончены.
Существует описание внешности Рылеева периода его военной службы:

Роста он был среднего, телосложения хорошего, лицо круглое, чистое, голова пропорциональна, но верхняя часть оной несколько шире; глаза карие, несколько навыкате, всегда овлажнены…Будучи несколько близорук, он носил очки (но более во время занятий за письменным столом своим).
— Воспоминания о Рылееве его сослуживца по полку А. И. Косовского.
Вернувшись в Россию, Рылеев служил в 11-й конно-артиллерийской роте, расквартированной в Острогожском уезде Воронежской губернии в слободе Белогорье:

Время проводим весьма приятно; в будни свободные часы посвящаем или чтению, или приятным беседам, или прогулке; ездим по горам и любуемся восхитительными местоположениями, которыми страна сия богата; под вечер бродим по берегу Дона и при тихом шуме воды и приятном шелесте лесочка, на противоположном берегу растущего, погружаемся мы в мечтания, строим планы для будущей жизни.— К.Ф. Рылеев. Письмо к матери от 10 августа (старого стиля) 1817 года
В Белогорье Рылеев познакомился с младшей дочерью жившего в 30-ти верстах от слободы помещика Тевяшёва, Натальей Михайловной. По желанию Тевяшёвых, Рылеев для женитьбы вышел в отставку в чине подпоручика (26 декабря 1818 года), однако венчание с Натальей Михайловной состоялось только 22 января 1820 года. После женитьбы новобрачные переехали в Санкт-Петербург.
Там Рылеев с 1821 года служил заседателем Петербургской уголовной палаты, с 1824 — правителем канцелярии Российско-американской компании, где служили и некоторые другие декабристы. Был достаточно крупным акционером компании, владея 10 её акциями (император Александр I владел 20 акциями этой компании).
Уже в 1823 году стал членом Северного общества декабристов, возглавив затем его наиболее радикальное крыло. Поначалу стоял на умеренных конституционно-монархических позициях, но впоследствии стал сторонником республиканского строя. Считался наиболее проамерикански настроенным из всех декабристов, уверенным в том, что «в мире не существует хороших правительств, за исключением Америки».

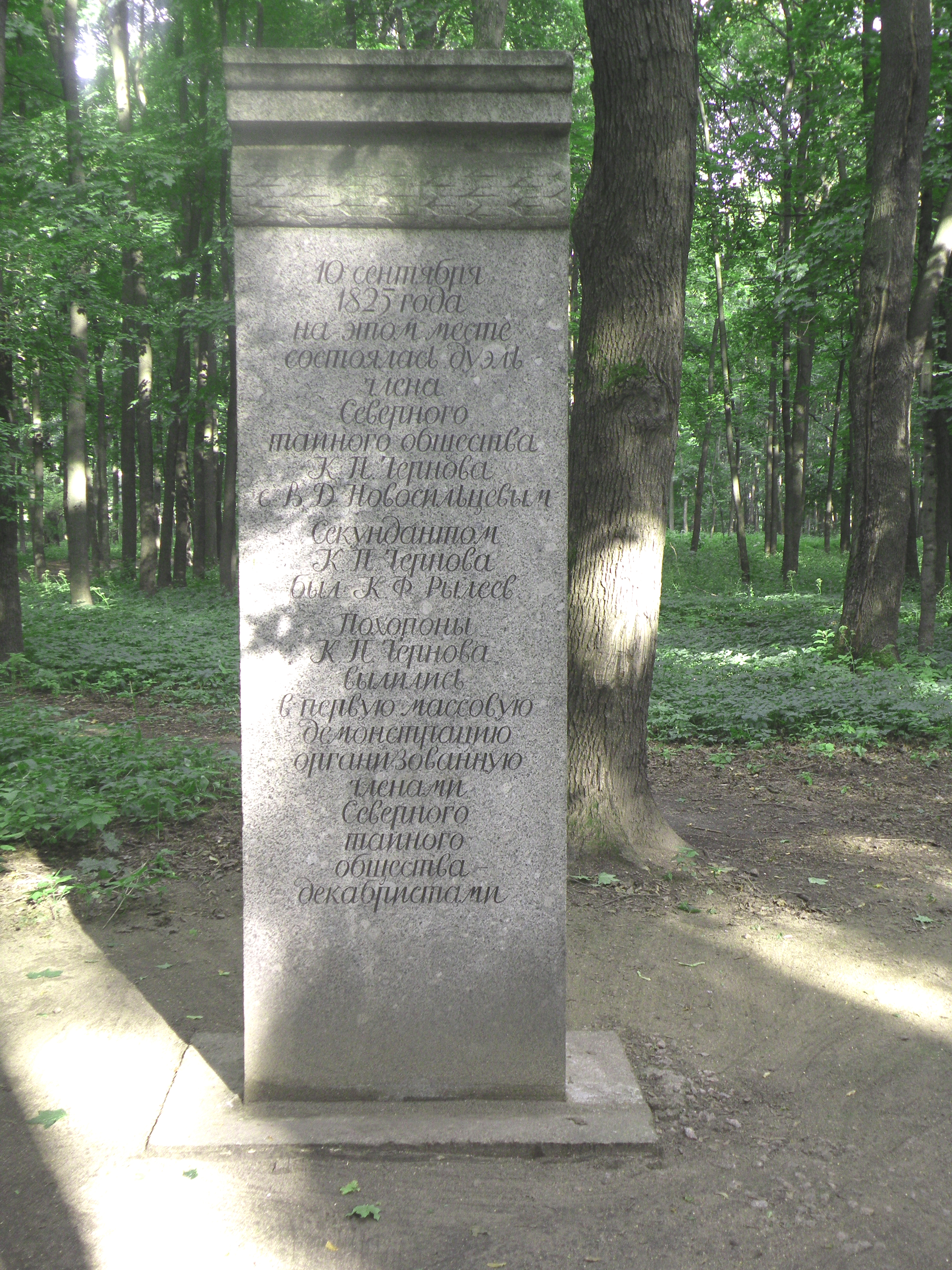
Стела на месте дуэли Чернова и Новосильцева в парке Лесотехнической академии,

В 1820 году написал знаменитую сатирическую оду «К временщику»; 25 апреля 1821 года вошёл в «Вольное общество любителей российской словесности». В 1823—1825 годах Рылеев совместно с Александром Бестужевым выпускал ежегодный альманах «Полярная звезда». Состоял в петербургской масонской ложе «К пламенеющей звезде».
Дума Рылеева «Смерть Ермака» была частично положена на музыку и стала песней.
10 сентября 1825 года он выступил в роли секунданта на дуэли своего друга подпоручика К. П. Чернова и представителя аристократии флигель-адъютанта В. Д. Новосильцева. Причиной дуэли стал конфликт из-за предрассудков, связанных с социальным неравенством дуэлянтов (Новосильцев был помолвлен с сестрой Чернова — Екатериной, однако под влиянием матери задумал отказаться от женитьбы, опозорив тем самым невесту и её семью). Оба участника дуэли были смертельно ранены и умерли через несколько дней. Похороны Чернова вылились в первую массовую демонстрацию, организованную Северным обществом декабристов.
Рылееву (по другой версии — В. К. Кюхельбекеру) приписывается вольнодумное стихотворение «Клянуся честью и Черновым».
Был одним из главных организаторов восстания 14 (26) декабря 1825 года. Находясь в крепости, выцарапал на оловянной тарелке, в надежде, что кто-нибудь прочтёт, свои последние стихи. Рылеев просидел в Алексеевском равелине около 7 месяцев.
«Тюрьма мне в честь, не в укоризну,

За дело правое я в ней,

И мне ль стыдиться сих цепей,

Когда ношу их за Отчизну!»
Переписка Пушкина с Рылеевым и Бестужевым, касающаяся, в основном, литературных дел, носила дружественный характер. Вряд ли политизировалось и общение Рылеева с Грибоедовым — оба если и называли друг друга «республиканцами», то, скорее, из-за своей принадлежности к ВОЛРС, также известному как «Учёная республика», чем по каким-либо иным причинам.
В подготовке восстания 14 декабря Рылееву принадлежала одна из ведущих ролей. Находясь в заключении, он брал всю вину на себя, стремился оправдать товарищей, возлагал тщетные надежды на милость к ним императора.

## Казнь
Рылеев казнён через повешение 13 (25) июля 1826 года на кронверке Петропавловской крепости в числе пяти руководителей Декабрьского восстания — вместе с П. И. Пестелем, С. И. Муравьёвым-Апостолом, М. П. Бестужевым-Рюминым, П. Г. Каховским. Его последними словами на эшафоте, обращёнными к священнику П. Н. Мысловскому, были: «Батюшка, помолитесь за наши грешные души, не забудьте моей жены и благословите дочь». Рылеев был одним из трёх, чья верёвка оборвалась. Он провалился внутрь эшафота и спустя некоторое время был повешен повторно. По некоторым источникам, именно Рылеев сказал перед своей повторной казнью: «Несчастная страна, где они даже не знают, как тебя повесить» (иногда слова эти приписываются П. И. Пестелю или С. И. Муравьёву-Апостолу).
Точное место погребения К. Ф. Рылеева, как и других казнённых декабристов, неизвестно. По одной из версий, похоронен вместе с другими казнёнными декабристами на острове Голодай.

## Книги
При жизни Кондратия Рылеева вышли две его книги: в 1825 году — «Думы», а чуть позже в том же году была издана поэма «Войнаровский». Поэма «Наливайко» осталась незаконченной, отдельные её отрывки публиковались в 1825 году.
Известно, как Пушкин отнёсся к «Думам» Рылеева и — в частности — к «Олегу Вещему». «Все они слабы изобретением и изложением. Все они на один покрой: составлены из общих мест (loci topici)… описание места действия, речь героя и — нравоучение», писал Пушкин К. Ф. Рылееву. «Национального, русского нет в них ничего, кроме имён».
В 1823 году Рылеев дебютировал в качестве переводчика — вольный перевод с польского стихотворения Ю. Немцевича «Глинский: Дума» вышел в типографии Императорского Воспитательного дома. В дальнейшем дума «Глинский» иногда издавалась в общем ряду других дум, хотя, в отличие от остальных, является переводом.
После декабристского восстания издания Рылеева были запрещены и по большей части уничтожены.
Известны рукописные списки стихотворений и поэмы Рылеева, которые распространялись нелегально на территории Российской империи.
Также нелегально распространялись берлинские, лейпцигские и лондонские издания Рылеева, предпринятые русской эмиграцией, в частности Огарёвым и Герценом в 1860 году.

## Цитаты
Неприлично дело свободы Отечества и водворения порядка начинать беспорядками и кровопролитием.
(Сказано накануне 14 декабря 1825 года)
Кто русский по сердцу, тот бодро, и смело,
И радостно гибнет за правое дело!
«Иван Сусанин», 1823
Известно мне: погибель ждёт
Того, кто первый восстаёт
На утеснителей народа;
Судьба меня уж обрекла.
Но где, скажи, когда была
Без жертв искуплена свобода.
«Наливайко», 1825
«Не христианин и не раб,
Прощать обид я не умею».
«K N.N.», 1825
«Всюду встречи безотрадные!
Ищешь, суетный, людей,
А встречаешь трупы хладные
Иль бессмысленных детей…»
«Стансы», 1824

## Адреса в Санкт-Петербурге
Весна 1824 — 14 (26) декабря 1825 года — дом Российско-американской компании — Набережная реки Мойки, 72.

## Память
«Его жизнь всегда вечный бунт. Он единственный выживший из детей Рылеевых. В крёстные таким берут первых встречных. И у него, сына дворянина, оказались нищенка и солдат Кондратий. Позже Рылеев поймёт: нищенка и солдат-рекрут — это и есть крёстные его страны. И сделает всё, чтобы облегчить их участь. И участь России. Он всю жизнь готовил себя к подвигу. Когда в кадетском училище его до полусмерти секли за бунтарство. Когда офицером русской армии сражался в Европе с наполеоновской армадой. Когда заседателем Петербургского уголовного суда пытался облегчить судьбы простых людей. Именно он „вызвал“ на свой суд ненавистного всем Аракчеева и вынес ему стихотворный приговор — „К временщику“. И весь Петербург замер в восхищении и страхе за поэта. А какой резонанс имели его „думы“ о Ермаке, о Стеньке Разине, о Державине… Новаторство. Поэзия и эпос. Романтика и революционность. Это он глава „Северного общества“. Он идейный вдохновитель „Полярной звезды“, где публикуются первые поэты страны. Это его „Войнаровского“ высоко оценил Пушкин. И это его незаконченная поэма „Наливайко“ стала гимном восставших…» (эссе Елены Сазанович «Декабрист» в «Литературной газете».
Стихотворения в честь К. Ф. Рылеева:

- Н. П. Огарёв написал стихотворение «Памяти Рылеева».
- И. П. Уткин написал стихотворение «Кондратий Рылеев».

Во Львове в 1946—2022 годах была Улица Рылеева.
В Самаре существует переулок Рылеева (находится неподалёку от улицы Пестеля).
Улицы, названные в честь К. Ф. Рылеева имеются в Санкт-Петербурге, Волгограде, Киеве (есть также и переулок Рылеева), Воронеже, Тамбове, Ульяновске, Петрозаводске (есть также переулок Рылеева), Тюмени, Калуге, Махачкале, Астрахани, Челябинске, Владивостоке, Макеевке, Павлодаре, Барнауле, Иркутске, Донецке, Луганске, Краснодаре, Брянске, Острогожске (Воронежская область), Улан-Удэ, Симферополе, Каменске-Уральском, Кургане и Заволжье (Нижегородская область).
Киновоплощения
- «Декабристы» (СССР, 1926) — Сергей Шишко
- «Звезда пленительного счастья» (СССР, 1975) — Олег Янковский
- «Союз спасения» (Россия, 2019) — Антон Шагин
- «Пророк. История Александра Пушкина» (Россия) 2025) — Никита Крахмалёв

## Сочинения К. Ф. Рылеева (избранные издания)
- «Стихотворения. К. Рылеева» (Берлин, 1857)
- Рылеев К. Ф. Думы. Стихотворения. С предисловием Огарёва Н. / Издание Искандера. — Лондон: Trubner & co, 1860. — 172 с.
- Рылеев К. Ф. Стихотворения. С жизнеописанием автора и рассказом о его казне / Издание Вольфганг Гергарда, Лейпциг, в типографии Г. Петца, Наумбург, 1862. — XVIII, 228, IV c.
- Сочинения и переписка Кондратия Фёдоровича Рылеева: Издание его дочери / Под ред. П. А. Ефремова. — СПб., 1872, 1874.
- Полное собрание сочинений. — [Москва]; [Ленинград]: Academia, [1934] (Л.: тип. «Печатный двор»). — 908 с.
- Рылеев К. Ф. Думы / Издание подготовил Л. Г. Фризман. — М.: Наука, 1975. — 254 с. — 50 000 экз. — (Литературные памятники).
- Избранные стихи

## Документы
- Материалы следственного дела К. Ф. Рылеева. Восстание декабристов: Документы. — Т. I. — С. 148—218.
- Рылеев К. Ф. Переписка с женою из крепости // Полное собрание сочинений К. Ф. Рылеева. — Т. 2. — М., 1907. — С. 121—146.